# كارلوس غامارا
كارلوس غامارا (بالإسبانية: Carlos Gamarra)‏، من مواليد 17 فبراير 1971 في يباكاراي في الباراغواي، لاعب كرة قدم باراغوياني، وهو يلعب مع نادي إتهنكوس.
بدأ غامارا مسيرته الكروية مع نادي كيرو بورتينو في موسم 1991/1992، وفي عام 1992 لعب مع نادي أندبينديينتي، وفي عام 1993 انتقل إلى نادي كيرو بورتينو، وفي عام 1995 لعب مع نادي إنترناسيونال، وفي عام 1997 انتقل إلى نادي أس أل بنفيكا، ولعب في موسم 1998/1999 مع نادي كورنثيانز البرازيلي، وفي موسم 1999/2000 لعب مع نادي أتلتيكو مدريد الإسباني، ثم عاد إلى البرازيل في موسم 2000/2001 ولعب مع نادي فلامنغو، وفي موسم 2001/2002 انتقل إلى نادي إيك أثينا اليوناني، وفي عام 2002 انتقل إلى نادي إنتر ميلان الإيطالي، ولعب معهم لمدة ثلاثة مواسم، وشارك خلال تلك الفترة في 27 لقاء وسجل هدف واحد فقط، وفي موسم 2005/2006 لعب مع نادي بالميراس البرازيلي، وهو يلعب حاليا مع نادي إتهنكوس.
و قد بدأ غامارا باللعب مع منتخب بارغواي لكرة القدم في عام 1993، وشارك معهم في 110 مباريات وسجل 12 هدف، وقد لعب في كأس العالم لكرة القدم 1998 وكأس العالم لكرة القدم 2002 وكأس العالم لكرة القدم 2006.

## روابط خارجية
- كارلوس غامارا على موقع الاتحاد الدولي (مؤرشف)  (الإنجليزية)
- كارلوس غامارا على موقع قاعدة بيانات كرة القدم.إي يو (الإنجليزية)
- كارلوس غامارا على موقع ناشيونال فوتبول تيمز (الإنجليزية)
- كارلوس غامارا على موقع أوليمبيديا (الإنجليزية)
- كارلوس غامارا على موقع AS.com (الإسبانية)